# Slađana Mirković
Slađana Mirković (serbisch-kyrillisch Слађана Мирковић; * 7. Oktober 1995 in Užice, BR Jugoslawien) ist eine serbische Volleyballspielerin.

## Karriere
Slađana Mirković spielt seit 2015 als Zuspielerin in der serbischen Nationalmannschaft. Sie gewann bei den Olympischen Spielen 2021 in Tokio die Bronzemedaille. Außerdem wurde sie 2017 und 2019 Europameisterin. Mirković spielte bei folgenden Vereinen: Poštar 064 Belgrad, OK Vizura Belgrad (serbische Meisterin und Pokalsiegerin), ŽOK Dinamo Pančevo, Telekom Baku (aserbaidschanische Meisterin), Chemik Police (polnische Meisterin und Pokalsiegerin), Zanetti Bergamo und Eczacıbaşı Istanbul. Seit 2021 ist sie bei CS Volei Alba-Blaj aktiv.